# Günter Thiele (Künstler)
 Günter Thiele  (* 12. August 1930 in Leipzig) ist ein deutscher Maler, Zeichner und Grafiker. Er lebt und arbeitet in Leipzig.

## Leben und Werk
Nach dem Besuch der Volksschule, absolvierte Günter Thiele 1945 bis 1949 eine Lehre als Rundfunkmechaniker. Schon in dieser frühen Zeit gab es erste Berührungspunkte mit der von den Nationalsozialisten verfemten modernen Kunst sowie erste zeichnerische und malerische Versuche. Eine Zwangsverpflichtung zur Arbeit im Uranbergbau zwingt Günter Thiele 1949 zur Flucht in die Bundesrepublik, aus der er jedoch noch im selben Jahr zurückkehrt. Durch den Beistand von Max Schwimmer gelingt die Freistellung von der Arbeitsverpflichtung im Bergbau und die Aufnahme in die Kunstgewerbeschule Leipzig. Bereits ein Jahr später veranlassen Thiele die zunehmenden politischen Zwänge und die Verfestigung dogmatischer Kunstauffassungen („Formalismus-Diskussion“) zum Abbruch des Studiums. In Eigeninitiative arbeitet Thiele in den 1950er Jahren in der Lithografie-Werkstatt der Leipziger Hochschule für Grafik und Buchkunst. Es entstehen erste gültige Arbeiten.
Thiele entscheidet sich für ein erneutes Studium und wird 1954 an der Hochschule für Bildende Künste Berlin-Charlottenburg zugelassen. Es folgt von 1956 bis 1960 das Grundstudium bei Hans Jaenisch und das Studium in der Malereiklasse von Ernst Schumacher. Eine ausgedehnte Studienreise nach Italien 1959 wirkt schließlich maßgeblich auf seine künstlerische Entwicklung und leitet den Übergang von Früh- zu Hauptwerk ein. Nach Abschluss des Studiums kehrt Thiele nach Leipzig zurück und arbeitet freischaffend als Maler und Grafiker. 1975 erhält Thiele einen Lehrauftrag an der Hochschule für Grafik und Buchkunst Leipzig und wird dort 1980 Assistent in der Abteilung Grundstudium Malerei/Grafik. Von 1986 bis 1992 folgt eine Stelle als Oberassistent (einer seiner Schüler ist Neo Rauch). Seit 1993 arbeitet er freischaffend in Leipzig.

Günter Thieles malerisches Œuvre umfasst etwa 215 Gemälde. In den ersten eigenständigen Bildern, die ab 1950 entstehen, ist der suchende Charakter noch deutlich zu spüren, der von der Auseinandersetzung des Malers mit verschiedenen künstlerischen Stilrichtungen (Impressionismus, Expressionismus, Neue Sachlichkeit) sowie der Orientierung an Lehrern und Vorbildern zeugt. Bereits die frühen Arbeiten zeigen Motive aus der Umgebung des Künstlers – Ausblicke über die Dächer der Heimatstadt Leipzig und später Berlin, arrangierte Stillleben in der eigenen Wohnung und Selbstporträts. Anfang der 1960er Jahre verfestigt sich Thieles künstlerischer Stil und die ersten Mehrfigurenbilder entstehen. 

„Nach radikaler Vereinfachung der Bildelemente durch streng flächige Gliederung und unkörperlichem, nicht differenzierten Einsatz von Farben, führte seine Entwicklung ab etwa 1960/61 zu einer Harmonisierung der Bildelemente.“

Zentraler Themenkomplex seines Werks bilden die Leipziger Stadtbilder. In ihnen skizziert Thiele das tägliche Leben und setzt schemenhaft wirkende Figuren in Kulissen bestehend aus Straßenfluchten, Häuserzeilen, Garten- und Parkanlagen. Der narrative Moment tritt zurück; Aktionen und Blickachsen werden vermieden. Dem Künstler geht es um das Erfassen eines Augenblicks, seine Bilder sind urbane Momentaufnahmen. Die strenge Perspektive der Architekturszenerien, die Vermeidung eines dramatischen Licht-Schatten-Spiels, die Unaufdringlichkeit und Transparenz der eingesetzten, tonigen Farben und die reduzierte Malweise bewirken beim Betrachter einen Zustand der Entschleunigung und Stille, aber auch der Melancholie.
Günter Thiele gehört zur sogenannten Leipziger Schule, die sich Mitte der 1960er Jahre als Gegenbewegung zum Sozialistischen Realismus in der DDR entwickelte. Ihre Gründungsväter sind Werner Tübke, Wolfgang Mattheuer und Bernhard Heisig. Thiele teilt mit den Künstlern der Leipziger Schule eine gegenständliche Malerei und handwerkliches Können. Die Symbolhaftigkeit oder die Rezeption von antiken Mythen ist Thiele jedoch fremd. Seine Stadtlandschaften sind nüchtern komponiert und in sachlicher Malweise ausgeführt. Bis auf wenige Jahre verbrachte Thiele sein ganzes Leben in Leipzig. In seinen Bildern lässt sich die Entwicklung der Stadt – beispielhaft für andere deutsche Städte – zwischen „…Krieg, Nachkrieg, Wiederaufbau, Veränderung und Verfall, schließlich auch Erneuerung […]“ nachvollziehen.
In der DDR war Thiele auf einer bedeutenden Anzahl wichtiger Ausstellungen vertreten, u. a. 1972 bis 1988 auf der VII. bis X: Kunstausstellung der DDR.

## Werkstandorte
- Lindenau-Museum Altenburg
- Museum der bildenden Künste Leipzig
- Kunstmuseum Walter Augsburg
- Sammlung Fritz P. Mayer – Leipziger Schule, Leipzig
- Kustodie Universität Leipzig
- Kunstsammlung der Sparkasse Leipzig
- Museum Junge Kunst Frankfurt (Oder)

## Werke (Auswahl)
- Selbstbildnis (Öl, 1952)[4]
- Stillleben (Öl, 1952)[5]
- Landschaft mit Lärche (um 1954, Lithografie)[6]
- Brücke in Plagwitz (Mischtechnik, 1969)[7]
- Regenbild (Mischtechnik, 1986)[8]

## Ausstellungen seit der deutschen Wiedervereinigung
- Günter Thiele. Gemälde, Zeichnungen, Druckgrafik. Universität Leipzig, Kustodie, Ausstellungszentrum Kroch-Haus, 24. Juni – 27. Juli 1996
- Günter Thiele. Malerei, Zeichnungen. Neuer Leipziger Kunstverein e.V. im Museum der bildenden Künste Leipzig, 15. Januar – 12. März 2006
- Günter Thiele. Stadtleben. Galerie Schwind, Leipzig, 2. Juni – 28. Juli 2012
- Günter Thiele. Galerie Schwind, Berlin, 14. Februar – 26. April 2014
- Leipziger Jahresausstellung 6. – 29. Juni 2014
- Künstlersonderbund in Deutschland („Krieg und Frieden“), Uferhallen Berlin, 7. – 28. September 2014
- Ansichtssache – Leipziger Maler und ihre Stadt, Galerie des Neuen Augusteums Leipzig, 5. Juni – 29. August 2015